# Раданово
Рада̀ново е село в Северна България, община Полски Тръмбеш, област Велико Търново. То е най-голямото село по население в общината и според данните на НСИ към 15.9.2023 г. е на четвърто място в област Велико Търново след Първомайци, Драганово и Ресен.

## География
Село Раданово е на 4,8 km южно от общинския център Полски Тръмбеш и на 34 km северно от областния център Велико Търново. Землището му граничи със землищата на:
- Климентово – на северозапад и запад;
- Иванча – в около 100-150-метров граничен участък на запад;[2]
- Полски Сеновец – на запад, югозапад и юг;
- Петко Каравелово – на юг и югоизток;
- Орловец – на изток и североизток;
- Каранци – на североизток и
- Полски Тръмбеш – на север.[3]

Раданово се намира в средната част на Дунавската хълмиста равнина. Разположено е край река Янтра, между широката около 100 m водна площ на прилежащия към източната му страна стар меандър, отделен от реката след корекция на коритото ѝ, и минаващия покрай селото от запад първокласен републикански път I-5, който е част от Европейски транспортен коридор Е85. Климатът е умереноконтинентален. Почвите са предимно алувиално-ливадни.
През Раданово минава железопътната линия, водеща на север към Русе, а на юг през възловата гара в град Горна Оряховица (връзка с железопътната линия София – Варна) за Велико Търново, Стара Загора, Кърджали.
Теренът в границите на населеното място е равнинен, а извън границите му – хълмисто-равнинен с надморска височина, варираща между около 40 m – откъм реката и 200 m – във високата югозападна част на землището. При сградата на кметството надморската височина е около 44 m.

## История
Най-ранните известни в историографията споменавания на селото – под името Радан, се срещат в османските данъчни регистри – през 1516 г., през 1618 г. с името Радън, както и през 1692 г. и около 1740 г.
Находките от артефакти като стрели, върхове на копия, сечива, накити и монети от различни епохи обаче сочат за една приемственост с различни по вид поселения от Античността до наши дни. В района, като част от общата етнокултурна картина в Северна България, се преплитат различни култури и цивилизации.
В землището на селото е открито селище от старожелязната епоха, поне две тракийски погребения, както и римски некропол.
Може да се приеме, че малката крепост, с останки в местността „Бели бряг“, функционира от тракийско време, чак до отхвърлянето на турската власт. Тя е важен опорно–наблюдателен пункт, защитен западно от река Янтра. Оформеният защѝтен комплекс е природно доукрепен и свързан с възвишенията на изток от него, наречени „Вишиш“.
По време на римското владичество селището е в периферията на Никополис ад Иструм – тогава един от най-значимите градски центрове в провинция Долна Мизия, наред с Марцианопол, Нове, Улпия Ескус и други – и охранява главният път за важните дунавски крепости Нове, Ятрус и Сексагинта Приста. Именно тук, в коритото на р. Янтра, в началото на ХХ век е намерена бронзова глава с човешки ръст на император Гордиан III.
Римската власт по тези земи е установена около 46 г. от н.е., след кръвопролитни сражения с местните кробизи, но е ликвидирана от готите в III в. По-късно тя е временно възстановена, вече под юрисдикцията на източноримските василевси, но както е известно, след установяването на българите по тези земи (VI – VII век) тя е окончателно отхвърлена. Находки от това време са намерени в местността Таш тепе.
През късното Средновековие на десния бряг на Янтра съществуват две селища, локализирани в местностите Градище (Гяур куле) и Кутра (Бели бряг), а между тях до началото на миналия век личат останките на църква от същата епоха. „Проучвания“ са правени предимно от иманяри и местни жители, макар в района и до днес да се откриват монети, емитирани от царете Иван Александър и Иван Шишман. Мъчителният край на Търновското царство, в периода 1388 – 1395 г., се очертал като такъв и за двете малки села, които били опустошени и ликвидирани от османските турци, като част от оцелелите им жители преминали реката и поставили началото на съвременното селище.
По време на османското владичество селото е предимно с българско население, но има немалко и турци. Мъжката половина от българското население принудително е отлъчвана в най-усилното за полска работа време, за да изпълняват царската си служба като войнугани, като жените и децата им оставали да се оправят със земя и добитък, както и доколкото могат. През 1866 г. започнал строежът на пътя Русе – Търново и хората от селото полагали труд на ангария.
Освобождението за Раданово идва на 19 юни 1877 г. и на мястото на напускащите турци започват да се заселват българи, предимно от Балкана и Предбалкана, но има и бежанци от дн. Македония и Сърбия, чиито земи по силата на Берлинския договор остават извън пределите на новосформираното Княжество България.
Още през средновековието, а по-късно и по време на Османското владичество, край селото преминава важен път, свързващ дунавското пристанище Свищов с черноморското Варна.
Селото излъчва много участници във всички войни за национално обединение. В чест на дадените жертви е издигнат паметник в центъра на селото.

## Население
Населението на село Раданово наброява 2176 души към 1934 г., достига максимума си – 2483 души – към 1946 г., след низходящи и възходящи колебания в числеността наброява 1994 души към 1992 г. и намалява плавно до 1649 души към 2018 г.
При преброяването на населението към 1 февруари 2011 г. от общо 1746 лица 829 посочват принадлежност към българската етническа група, 52 – към турската, 367 – към ромска, 3 – към други, 16 души не се самоопределят и 479 не дават отговор.

## Легенди
Според една легенда след разгрома на четата на Хаджи Димитър и Стефан Караджа на 18 юли 1868 г. един от оцелелите четници, бягайки от преследващите го турци, се озовал в покрайнините на Раданово в местността „Старите лозя“. Изморен от пътя, той спрял да отдъхне, ала имал неблагоразумието да заспи. За нещастие минаващи кадъни го забелязали и съобщили на турците. Местен турчин на име Край Рустем, със съмнителна репутация в обществото, издебнал спящия четник, убил го и отнесъл главата му на властите в Търново. Това дело му дало известен престиж, а освен всичко се сдобил и с някои обществени привилегии.

## Обществени институции
Село Раданово към 2023 г. е център на кметство Раданово.
В Раданово към 2019 г. има:
- действащо общинско основно училище „Св. св. Кирил и Методий“,[4] построено през 1917 г.;
- действащо читалище „Светлина 1883“, основано през 1883 г.;[5][6]
- действаща само на големи религиозни празници православна църква „Свето Възнесение“,[7] построена през 1895 г.;
- пощенска станция.[8]

## Други
- Празник на селото – Спасовден.
- ФК „Вихър“.